# قوزی‌چرکین
قوزی‌چرکین (ترکی آذربایجانی: Quzeyçirkin) یک منطقهٔ مسکونی در جمهوری آرتساخ است که در استان شاهومیان واقع شده‌است.